# Junto Taguchi
Junto Taguchi (田口 潤人 Taguchi Junto?, Aichi, 28 de septiembre de 1996) es un futbolista japonés que juega como guardameta en el Renofa Yamaguchi F. C.

## Trayectoria

### Clubes
| Club                   | País  | Año       |
| ---------------------- | ----- | --------- |
| Yokohama F. Marinos    | Japón | 2015-2016 |
| Fujieda MYFC           | Japón | 2017      |
| Albirex Niigata        | Japón | 2018-2019 |
| F. C. Ryukyu           | Japón | 2020-2023 |
| Renofa Yamaguchi F. C. | Japón | 2024-     |